# Winifred Spooner
Winifred Spooner född september 1900 död 13 januari 1933, var en brittisk flygare som under 1920 och 1930 slog flera flygrekord.
Spooner genomgick flygutbildning och klarade uppflygningen för certifikat 1926. Redan första året blev hon intresserad av flyg som sport och hon deltog i flera mindre flygtävlingar. 1928 ställde hon upp i flygtävlingen King's Cup Race där hon sammanlagt slutade på tredje plats, året efter blev hon femma. Samma placering fick hon även vid 1931 års King's Cup Race. Hon ställde tillsammans med ytterligare en kvinna upp i tre av de fyra International Tourist Plane Contests Challenge som arrangerades. Vid alla tillfällena placerade hon sig bland de tio främsta. 1929 vann hon Harmon Trophy som 1929 års främsta kvinnliga flygare.
- Wikimedia Commons har media som rör Winifred Spooner.